# یواس‌اس رسکیو (۱۸۶۱)
یواس‌اس رسکیو (۱۸۶۱) (به انگلیسی: USS Rescue (1861)) یک کشتی بود که طول آن 80’ بود. این کشتی در سال ۱۸۶۱ ساخته شد.